# IndyCar Series 2016
Navigation
2015 2017
Le championnat IndyCar Series 2016 est la 21e saison du championnat d'IndyCar Series. Comportant 16 courses, il démarre le 13 mars à St. Petersburg et se termine le 18 septembre à Sonoma.
Avec 127 points d'avance sur son coéquipier australien Will Power, le français Simon Pagenaud, pilote du Team Penske, décroche son premier titre de champion d'IndyCar. Le brésilien Hélio Castroneves, autre pilote Penske, complète le podium du championnat. Le néo-zélandais Scott Dixon (Chip Ganassi Racing), champion de la saison précédente, termine 6e, derrière les américains Josef Newgarden et Graham Rahal.
Alexander Rossi (Andretti Autosport) gagne les 500 miles d'Indianapolis, principale course de la saison, et obtient également la distinction de meilleur rookie du championnat.

## Engagés
Toutes les monoplaces sont équipées de pneumatiques Firestone.
| Équipe                         | Voiture                      | No. | Pilote             | Cat. | Manches                    |
| ------------------------------ | ---------------------------- | --- | ------------------ | ---- | -------------------------- |
| Team Penske                    | Dallara DW12 Chevrolet/Ilmor | 2   | Juan Pablo Montoya |      | Toutes                     |
| Team Penske                    | Dallara DW12 Chevrolet/Ilmor | 3   | Helio Castroneves  |      | Toutes                     |
| Team Penske                    | Dallara DW12 Chevrolet/Ilmor | 12  | Will Power         |      | 2-16                       |
| Team Penske                    | Dallara DW12 Chevrolet/Ilmor | 12  | Oriol Servià       |      | 1                          |
| Team Penske                    | Dallara DW12 Chevrolet/Ilmor | 22  | Simon Pagenaud     |      | Toutes                     |
| Schmidt Peterson Motorsports   | Dallara DW12 Honda           | 5   | James Hinchcliffe  |      | Toutes                     |
| Schmidt Peterson Motorsports   | Dallara DW12 Honda           | 7   | Mikhaïl Aleshin    |      | Toutes                     |
| Schmidt Peterson Motorsports   | Dallara DW12 Honda           | 77  | Oriol Servià       |      | 6                          |
| Ed Carpenter Racing (en)       | Dallara DW12 Chevrolet/Ilmor | 6   | John Hildebrand    |      | 5-6                        |
| Ed Carpenter Racing (en)       | Dallara DW12 Chevrolet/Ilmor | 20  | Ed Carpenter       |      | 2, 6, 10, 13-14            |
| Ed Carpenter Racing (en)       | Dallara DW12 Chevrolet/Ilmor | 20  | Spencer Pigot      | R    | 7-9, 11-12, 15-16          |
| Ed Carpenter Racing (en)       | Dallara DW12 Chevrolet/Ilmor | 21  | Josef Newgarden    |      | Toutes                     |
| Ed Carpenter Racing (en)       | Dallara DW12 Chevrolet/Ilmor | 21  | John Hildebrand    |      | 9                          |
| Chip Ganassi Racing            | Dallara DW12 Chevrolet/Ilmor | 8   | Max Chilton        | R    | Toutes                     |
| Chip Ganassi Racing            | Dallara DW12 Chevrolet/Ilmor | 9   | Scott Dixon        |      | Toutes                     |
| Chip Ganassi Racing            | Dallara DW12 Chevrolet/Ilmor | 10  | Tony Kanaan        |      | Toutes                     |
| Chip Ganassi Racing            | Dallara DW12 Chevrolet/Ilmor | 83  | Charlie Kimball    |      | Toutes (N°42 à l'Indy 500) |
| KVSH Racing                    | Dallara DW12 Chevrolet/Ilmor | 11  | Sébastien Bourdais |      | Toutes                     |
| KVSH Racing                    | Dallara DW12 Chevrolet/Ilmor | 25  | Stefan Wilson      | R    | 6                          |
| AJ Foyt Racing                 | Dallara DW12 Honda           | 14  | Takuma Satō        |      | Toutes                     |
| AJ Foyt Racing                 | Dallara DW12 Honda           | 35  | Alex Tagliani      |      | 5-6                        |
| AJ Foyt Racing                 | Dallara DW12 Honda           | 41  | Jack Hawksworth    |      | Toutes                     |
| Rahal Letterman Lanigan Racing | Dallara DW12 Honda           | 15  | Graham Rahal       |      | Toutes                     |
| Rahal Letterman Lanigan Racing | Dallara DW12 Honda           | 16  | Spencer Pigot      | R    | 1, 5-6                     |
| Dale Coyne Racing              | Dallara DW12 Honda           | 18  | Conor Daly         | R    | Toutes (N°88 à Pocono)     |
| Dale Coyne Racing              | Dallara DW12 Honda           | 19  | Luca Filippi       |      | 1-4, 11                    |
| Dale Coyne Racing              | Dallara DW12 Honda           | 19  | Gabby Chaves       |      | 5-10, 14                   |
| Dale Coyne Racing              | Dallara DW12 Honda           | 19  | RC Enerson         | R    | 12, 15-16                  |
| Dale Coyne Racing              | Dallara DW12 Honda           | 19  | Pippa Mann         |      | 13                         |
| Dale Coyne Racing              | Dallara DW12 Honda           | 63  | Pippa Mann         |      | 6                          |
| Andretti Autosport             | Dallara DW12 Honda           | 26  | Carlos Muñoz       |      | Toutes                     |
| Andretti Autosport             | Dallara DW12 Honda           | 27  | Marco Andretti     |      | Toutes                     |
| Andretti Autosport             | Dallara DW12 Honda           | 28  | Ryan Hunter-Reay   |      | Toutes                     |
| Andretti Autosport             | Dallara DW12 Honda           | 98  | Alexander Rossi    | R    | Toutes                     |
| Andretti Autosport             | Dallara DW12 Honda           | 29  | Townsend Bell      |      | 6                          |
| Dreyer & Rainbold Racing       | Dallara DW12 Chevrolet/Ilmor | 24  | Sage Karam         |      | 6                          |
| Lazier Burns Racing            | Dallara DW12 Chevrolet/Ilmor | 4   | Buddy Lazier       |      | 6                          |
| Jonathan Byrd's Racing         | Dallara DW12 Honda           | 88  | Bryan Clauson      |      | 6                          |
| Pirtek Team Murray             | Dallara DW12 Chevrolet/Ilmor | 61  | Matthew Brabham    | R    | 5-6                        |

| Icône | Légende                  |
| ----- | ------------------------ |
| R     | Rookie (pilote débutant) |

## Calendrier
| No. | Date              | Évènement                              | Circuit                              | Lieu                     |
| --- | ----------------- | -------------------------------------- | ------------------------------------ | ------------------------ |
| 1   | 13 mars           | Firestone Grand Prix de St. Petersburg | Circuit urbain de St. Petersburg (U) | St. Petersburg (Floride) |
| 2   | 2 avril           | Grand Prix de Phoenix                  | Phoenix International Raceway (O)    | Avondale (Arizona)       |
| 3   | 17 avril          | Toyota Grand Prix de Long Beach        | Rues de Long Beach (U)               | Long Beach (Californie)  |
| 4   | 24 avril          | Honda Grand Prix d'Alabama             | Barber Motorsports Park (R)          | Birmingham (Alabama)     |
| 5   | 14 mai            | Angie's List Grand Prix d'Indianapolis | Indianapolis Motor Speedway (R)      | Indianapolis (Indiana)   |
| 6   | 29 mai            | 500 miles d'Indianapolis               | Indianapolis Motor Speedway (O)      | Indianapolis (Indiana)   |
| 7   | 4 juin            | Chevrolet Indy Dual in Detroit         | Circuit de Belle-Isle (U)            | Détroit (Michigan)       |
| 8   | 5 juin            | Chevrolet Indy Dual in Detroit         | Circuit de Belle-Isle (U)            | Détroit (Michigan)       |
| 9   | 11 juin / 27 août | Firestone 600                          | Texas Motor Speedway (O)             | Fort Worth (Texas)       |
| 10  | 26 juin           | Road America                           | Road America (R)                     | Elkhart Lake (Wisconsin) |
| 11  | 10 juillet        | Iowa Corn 300                          | Iowa Speedway (O)                    | Newton (Iowa)            |
| 12  | 17 juillet        | Honda Indy Toronto                     | Parc des expositions de Toronto (U)  | Toronto (Ontario)        |
| 13  | 31 juillet        | Honda Indy 200 at Mid-Ohio             | Mid-Ohio Sports Car Course (R)       | Lexington (Ohio)         |
| 14  | 21 août           | ABC Supply 500                         | Pocono Raceway (O)                   | Long Pond (Pennsylvanie) |
| 15  | 4 septembre       | Grand Prix de Watkins Glen             | Watkins Glen International (R)       | Watkins Glen (New York)  |
| 16  | 18 septembre      | GoPro Grand Prix de Sonoma             | Sonoma Raceway (R)                   | Sonoma (Californie)      |

Légende :
- (U) : circuit temporaire urbain
- (R) : circuit routier
- (O) : circuit ovale

Les évènements en gras ont les points doublés.

## Résultats du championnat
| Manche | Circuit          | Pole position     | Meilleur tour     | Plus de tours en tête | Vainqueur          | Vainqueur                      | Vainqueur |
| Manche | Circuit          | Pole position     | Meilleur tour     | Plus de tours en tête | Pilote             | Écurie                         | Motoriste |
| ------ | ---------------- | ----------------- | ----------------- | --------------------- | ------------------ | ------------------------------ | --------- |
| 1      | St. Petersburg   | Will Power        | Josef Newgarden   | Simon Pagenaud        | Juan Pablo Montoya | Team Penske                    | Chevrolet |
| 2      | Phoenix          | Hélio Castroneves | Tony Kanaan       | Scott Dixon           | Scott Dixon        | Chip Ganassi Racing            | Chevrolet |
| 3      | Long Beach       | Hélio Castroneves | Charlie Kimball   | Hélio Castroneves     | Simon Pagenaud     | Team Penske                    | Chevrolet |
| 4      | Alabama          | Simon Pagenaud    | Scott Dixon       | Simon Pagenaud        | Simon Pagenaud     | Team Penske                    | Chevrolet |
| 5      | Indianapolis GP  | Simon Pagenaud    | Alexander Rossi   | Simon Pagenaud        | Simon Pagenaud     | Team Penske                    | Chevrolet |
| 6      | Indianapolis 500 | James Hinchcliffe | Alexander Rossi   | Ryan Hunter-Reay      | Alexander Rossi    | Andretti Autosport             | Honda     |
| 7      | Detroit 1        | Simon Pagenaud    | Scott Dixon       | Simon Pagenaud        | Sébastien Bourdais | KVSH Racing                    | Chevrolet |
| 8      | Detroit 2        | Simon Pagenaud    | Josef Newgarden   | Simon Pagenaud        | Will Power         | Team Penske                    | Chevrolet |
| 9      | Road America     | Will Power        | Max Chilton       | Will Power            | Will Power         | Team Penske                    | Chevrolet |
| 10     | Iowa             | Simon Pagenaud    | Josef Newgarden   | Josef Newgarden       | Josef Newgarden    | Ed Carpenter Racing (en)       | Chevrolet |
| 11     | Toronto          | Scott Dixon       | Hélio Castroneves | Scott Dixon           | Will Power         | Team Penske                    | Chevrolet |
| 12     | Mid-Ohio         | Simon Pagenaud    | Will Power        | Mikhaïl Aleshin       | Simon Pagenaud     | Team Penske                    | Chevrolet |
| 13     | Pocono           | Mikhail Aleshin   | Will Power        | Mikhail Aleshin       | Will Power         | Team Penske                    | Chevrolet |
| 14     | Texas            | Carlos Muñoz      | Scott Dixon       | James Hinchcliffe     | Graham Rahal       | Rahal Letterman Lanigan Racing | Honda     |
| 15     | Watkins Glen     | Scott Dixon       | Tony Kanaan       | Scott Dixon           | Scott Dixon        | Chip Ganassi Racing            | Chevrolet |
| 16     | Sonoma           | Simon Pagenaud    | Tony Kanaan       | Simon Pagenaud        | Simon Pagenaud     | Team Penske                    | Chevrolet |

## Classements du championnat

### Pilotes
| 1er  | Simon Pagenaud      | 2*  | 2   | 1   | 1*  | 1*  | 8    | 19   | 13* | 2*  | 13  | 4   | 9   | 1   | 18  | 4   | 7   | 1*  | 659    |
| 2e   | Will Power          | NP  | 3   | 7   | 4   | 19  | 6    | 10   | 20  | 1   | 1*  | 2   | 1   | 2   | 1   | 8   | 20  | 20  | 532    |
| 3e   | Hélio Castroneves   | 4   | 11  | 3*  | 7   | 2   | 9    | 11   | 5   | 14  | 5   | 13  | 2   | 15  | 19  | 5   | 3   | 7   | 504    |
| 4e   | Josef Newgarden     | 22  | 6   | 10  | 3   | 21  | 2    | 3    | 14  | 4   | 8   | 1*  | 22  | 10  | 4   | 22  | 2   | 6   | 502    |
| 5e   | Graham Rahal        | 16  | 5   | 15  | 2   | 4   | 26   | 14   | 4   | 11  | 3   | 16  | 13  | 4   | 11  | 1   | 21  | 2*  | 484    |
| 6e   | Scott Dixon         | 7   | 1*  | 2   | 10  | 7   | 13   | 8    | 19  | 5   | 22  | 3   | 8*  | 22  | 6   | 19  | 1*  | 17  | 477    |
| 7e   | Tony Kanaan         | 9   | 4   | 6   | 8   | 25  | 18   | 4    | 9   | 7   | 2   | 7   | 4   | 12  | 9   | 3   | 19  | 13  | 461    |
| 8e   | Juan Pablo Montoya  | 1   | 9   | 4   | 5   | 8   | 17   | 33   | 3   | 20  | 7   | 20  | 20  | 11  | 8   | 9   | 13  | 3   | 433    |
| 9e   | Charlie Kimball     | 10  | 12  | 11  | 9   | 5   | 16   | 5    | 8   | 16  | 6   | 10  | 11  | 8   | 15  | 6   | 6   | 9   | 433    |
| 10e  | Carlos Muñoz        | 8   | 22  | 12  | 14  | 12  | 5    | 2    | 6   | 15  | 10  | 12  | 17  | 3   | 7   | 7   | 11  | 15  | 432    |
| 11e  | Alexander Rossi (R) | 12  | 14  | 20  | 15  | 10  | 11   | 1    | 10  | 12  | 15  | 6   | 16  | 14  | 20  | 11  | 8   | 5   | 430    |
| 12e  | Ryan Hunter-Reay    | 3   | 10  | 18  | 11  | 9   | 3    | 24*  | 7   | 3   | 4   | 22  | 12  | 18  | 3   | 13  | 14  | 4   | 428    |
| 13e  | James Hinchcliffe   | 19  | 18  | 8   | 6   | 3   | 1    | 7    | 18  | 21  | 14  | 9   | 3   | 5   | 10  | 2*  | 18  | 12  | 416    |
| 14e  | Sébastien Bourdais  | 21  | 8   | 9   | 16  | 24  | 19   | 9    | 1   | 8   | 18  | 8   | 7   | 20  | 5   | 10  | 5   | 10  | 404    |
| 15e  | Mikhail Aleshin     | 5   | 17  | 16  | 17  | 13  | 7    | 27   | 15  | 17  | 16  | 5   | 6   | 17* | 2*  | 16  | 22  | 11  | 347    |
| 16e  | Marco Andretti      | 15  | 13  | 19  | 12  | 15  | 14   | 13   | 16  | 9   | 12  | 14  | 10  | 13  | 12  | 12  | 12  | 8   | 339    |
| 17e  | Takuma Satō         | 6   | 15  | 5   | 13  | 18  | 12   | 26   | 11  | 10  | 17  | 11  | 5   | 9   | 22  | 20  | 17  | 14  | 320    |
| 18e  | Conor Daly (R)      | 13  | 16  | 13  | 20  | 6   | 24   | 29   | 2   | 6   | 21  | 21  | 15  | 6   | 16  | 21  | 4   | 21  | 313    |
| 19e  | Max Chilton (R)     | 17  | 7   | 14  | 21  | 14  | 22   | 15   | 21  | 22  | 20  | 19  | 18  | 16  | 13  | 15  | 10  | 16  | 267    |
| 20e  | Jack Hawksworth     | 11  | 19  | 21  | 19  | 20  | 31   | 16   | 22  | 19  | 11  | 15  | 21  | 21  | 14  | 17  | 16  | 18  | 229    |
| 21e  | Spencer Pigot (R)   | 14  |     |     |     | 11  | 29   | 25   | 17  | 18  | 9   |     | 19  | 7   |     |     | 15  | 22  | 165    |
| 22e  | Gabby Chaves        |     |     |     |     | 17  | 21   | 20   | 12  | 13  | 19  | 17  |     |     |     | 14  |     |     | 121    |
| 23e  | J. R. Hildebrand    |     |     |     |     | 22  | 15   | 6    |     |     |     |     |     |     |     |     |     |     | 84     |
| 24e  | Oriol Servià        | 18  |     |     |     |     | 10   | 12   |     |     |     |     |     |     |     |     |     |     | 72     |
| 25e  | Ed Carpenter        |     | 21  |     |     |     | 20   | 31   |     |     |     | 18  |     |     | 21  | 18  |     |     | 67     |
| 26e  | Luca Filippi        | 20  | 20  | 17  | 18  |     |      |      |     |     |     |     | 14  |     |     |     |     |     | 61     |
| 27e  | Townsend Bell       |     |     |     |     |     | 4    | 21   |     |     |     |     |     |     |     |     |     |     | 55     |
| 28e  | RC Enerson (R)      |     |     |     |     |     |      |      |     |     |     |     |     | 19  |     |     | 9   | 19  | 55     |
| 29e  | Pippa Mann          |     |     |     |     |     | 25   | 18   |     |     |     |     |     |     | 17  |     |     |     | 46     |
| 30e  | Matthew Brabham (R) |     |     |     |     | 16  | 26   | 22   |     |     |     |     |     |     |     |     |     |     | 37     |
| 31e  | Alex Tagliani       |     |     |     |     | 23  | 33   | 17   |     |     |     |     |     |     |     |     |     |     | 35     |
| 32e  | Sage Karam          |     |     |     |     |     | 23   | 32   |     |     |     |     |     |     |     |     |     |     | 22     |
| 33e  | Bryan Clauson       |     |     |     |     |     | 28   | 23   |     |     |     |     |     |     |     |     |     |     | 21     |
| 34e  | Stefan Wilson       |     |     |     |     |     | 30   | 28   |     |     |     |     |     |     |     |     |     |     | 14     |
| 35e  | Buddy Lazier        |     |     |     |     |     | 32   | 30   |     |     |     |     |     |     |     |     |     |     | 12     |
| Pos. | Pilote              | STP | PHX | LBH | ALA | IGP | INDY | INDY | DET | DET | RAM | IOW | TOR | MDO | POC | TEX | WGL | SNM | Points |

| Couleur    | Résultat           |
| ---------- | ------------------ |
| Or         | Vainqueur          |
| Argent     | 2e place           |
| Bronze     | 3e place           |
| Vert       | 4e-5e place        |
| Bleu clair | De 6e à 10e place  |
| Bleu foncé | Hors du top 10     |
| Pourpre    | Abandon            |
| Blanc      | Pas au départ (NP) |
| Vide       | Non-participant    |

| Notation |                                        |
| Gras     | Pole position (1 point; sauf Indy 500) |
| Italique | Meilleur tour                          |
| *        | Plus de tours en tête (2 points)       |
| (R)      | Rookie                                 |

### Constructeurs
| Pos. | Constructeurs | STP  | PHX  | LBH  | ALA  | IGP  | INDY | DETROIT | DETROIT | RAM  | IOW  | TOR  | MDO  | POC  | TEX  | WGL  | SNM  | Bonus | Pénalités | Pts  |
| ---- | ------------- | ---- | ---- | ---- | ---- | ---- | ---- | ------- | ------- | ---- | ---- | ---- | ---- | ---- | ---- | ---- | ---- | ----- | --------- | ---- |
| 1    | Chevrolet     | 1    | 1    | 1    | 1    | 1    | 3    | 1       | 1       | 1    | 1    | 1    | 1    | 1    | 3    | 1    | 1    | –     | –         | 2120 |
| 1    | Chevrolet     | 2    | 2    | 2    | 3    | 2    | 4    | 3       | 2       | 2    | 2    | 2    | 2    | 4    | 4    | 2    | 3    | –     | –         | 2120 |
| 1    | Chevrolet     | 4    | 3    | 3    | 4    | 5    | 5    | 5       | 4       | 5    | 3    | 4    | 7    | 5    | 5    | 3    | 6    | –     | –         | 2120 |
| 1    | Chevrolet     | 125* | 128* | 128* | 120* | 123* | 194  | 118*    | 125*    | 123* | 128* | 125* | 117* | 112* | 97   | 128* | 229* | –     | –         | 2120 |
| 2    | Honda         | 3    | 5    | 5    | 2    | 3    | 1    | 2       | 3       | 3    | 5    | 3    | 3    | 2    | 1    | 4    | 2    | –     | –         | 1697 |
| 2    | Honda         | 5    | 10   | 8    | 6    | 4    | 2    | 4       | 6       | 4    | 6    | 5    | 4    | 3    | 2    | 8    | 4    | –     | –         | 1697 |
| 2    | Honda         | 6    | 13   | 12   | 11   | 6    | 7    | 6       | 9       | 10   | 9    | 6    | 5    | 7    | 7    | 9    | 5    | –     | –         | 1697 |
| 2    | Honda         | 93   | 67   | 72   | 87   | 95   | 234* | 100     | 85      | 87   | 80   | 93   | 99*  | 104  | 119* | 78   | 204  | –     | –         | 1697 |